# Alessandro Cittadini
Pour les articles homonymes, voir Cittadini.
Alessandro Cittadini, né le 2 janvier 1979, à Pérouse, en Italie, est un joueur italien de basket-ball. Il évolue au poste de pivot.

## Palmarès
- 3e du championnat d'Europe 2003
- 3e des Jeux méditerranéens de 2001
- Vainqueur des Jeux méditerranéens de 2005
- Coupe d'Italie 2006